# Austrogemmula
Austrogemmula là một chi ốc biển, là động vật thân mềm chân bụng sống ở biển trong họ Turridae.

## Các loài
Các loài thuộc chi Austrogemmula bao gồm:
- Austrogemmula tasmanica (tháng 5 năm 1911)[2]